# Juwel aus Kirchwerder
‘Juwel aus Kirchwerder’, auch ‘Juwel von Kirchwerder’ (Synonyme: ‘(Peter) Martens Apfel’, ‘Martens Gravensteiner’) ist eine alte Apfelsorte, die (zu einem unbekannten Zeitpunkt) als Zufallssämling in den Elbmarschen entstanden ist und später nach Kirchwerder in den Vierlanden benannt worden ist.
Heute wird die Sorte, insbesondere im Hamburger Raum, noch regelmäßig als Liebhabersorte angebaut.

## Beschreibung
Der Apfel wird mittelgroß bis groß und hat eine regelmäßige, rundliche-abgeflachte Form.
Er hat eine grün-gelbe Grundfarbe, die auf den von der Sonne beschienenen Seiten von einer intensiv roten, teils flächig, teils streifigen Deckfarbe überdeckt wird.
Der Apfel hat ein hellweißes, saftiges Fruchtfleisch mit einem säuerlich-erfrischenden, aromatischen Geschmack.
Der Apfel wird ab September pflückreif, die Genußreife beginnt mit der Pflückreife und dauert bis Dezember an – womit er zu den Herbstäpfeln gehört.

## Baum & Standort
Der starkwüchsige Baum verlangt nach einem nährstoffhaltigen (lehmigen) Boden sowie einem gemäßigten Seeklima.

## Sonstiges
Die Sorte ‘Juwel aus Kirchwerder’ war 2010 die Streuobstsorte des Jahres in Norddeutschland.